# Kémo
Kémo ist eine Präfektur der Zentralafrikanischen Republik mit der Hauptstadt Sibut. Die Größe der Präfektur beträgt 16.510 km². Mit Stand 2022 wurden 183.742 Einwohner gemeldet.
Kémo ist unterteilt in 4 Subpräfekturen (jeweils mit ihrer Hauptstadt in Klammern):
- Sibut (Sibut)
- Dékoa (Dékoa)
- Mala (Mala)
- Ndjoukou (Djoukou)

## Geografie
Die Präfektur liegt im Süden des Landes und grenzt im Norden an die Präfektur Nana-Grébizi, im Osten an die Präfektur Ouaka, im Süden an die Demokratische Republik Kongo, im Südwesten an die Präfektur Ombella-Mpoko und im Nordwesten an die Präfektur Ouham-Fafa. Benannt ist die Präfektur nach dem Fluss Kémo, der in ihr sein Einzugsgebiet hat.